# فهد هوساوي
فهد هوساوي (مواليد 1 مايو 1991) هو لاعب كرة قدم سعودي .
لعب سابقاً في نادي حراء و وقع مع نادي الرياض عام 2016.

## وصلات خارجية
- فهد هوساوي